# Acinonyx jubatus hecki
El guepardo africano del noroeste o guepardo del Sahara (Acinonyx jubatus hecki) es una subespecie de guepardo presente únicamente en cuatro países del noroeste africano (Argelia, Níger, Benín y Burkina Faso). Está clasificado en peligro crítico de extinción, con una población de 250 individuos en la naturaleza.